# Passo Rolle
Passo Rolle (německy Rollepass) je alpský průsmyk nacházející se v italské autonomní provincii Trentinu. Průsmykem prochází silnice SS50 spojující městečka San Martino di Castrozza a Predazzo a dosahuje nadmořské výšky 1970 m n. m., i když dopravní značka na vrcholu průsmyku uvádí nadmořskou výšku 1984 m n. m.. Passo Rolle leží v oblasti přírodního parku Parco Naturale Paneveggio - Pale di San Martino.

## Historie
Silnice přes průsmyk Rolle je jednou z nejstarších v Dolomitech. Na rozdíl od většiny ostatních silnic v této oblasti byla tato silnice dokončena již v roce 1872. Průsmyk Passo Rolle byl však pravděpodobně průjezdný již o několik desetiletí dříve, již kolem roku 1820. Tato cesta však nesplňovala požadavky, a tak byla v letech 1840 až 1865 kompletně přestavěna silnice v údolní části a v letech 1870 až 1872 postavena vlastní silnice přes vrchol průsmyku.
Tato silnice přestala vyhovovat potřebám v době první světové války, kdy přes průsmyk Passo Rolle vedla důležitá zásobovací trasa na frontu. Brzy bylo zahájeno nezbytné rozšíření, které však bylo dokončeno až v roce 1919. Severní rampa průsmykové silnice má například 12 vlásenkových zatáček, zatímco jižní rampa dokonce téměř 30 vlásenkových zatáček.
Zdá se, že průsmyk Passo Rolle byl v době kamenné neznámý nebo alespoň nepoužívaný, protože nálezy z té doby zde zatím chybí. Pravěcí lovci raději překonávali horský hřeben na jiném místě, a to v bezprostředně sousedícím 1908 m vysokém průsmyku Colbricon ležícím západně od průsmyku Passo Rolle. Dnes k tomuto průsmyku vede cesta, na níž se nachází několik nalezišť z doby kamenné. Tato cesta byla využívána přinejmenším od paleolitu a pravěcí lovci po sobě zanechali spoustu "odpadků". Na obou stranách tohoto průsmyku, zejména u nedalekých jezer Laghi di Colbricon, bylo při vykopávkách v letech 1971/72 nalezeno několik odpočívadel paleolitických lovců. Průsmyk Colbriconpass byl využíván i v pozdějších dobách a vedla tudy dokonce soumarská stezka.
Ve středověku měl průsmyk Passo Rolle pravděpodobně určitý význam pro nadregionální dopravu, jistě i pro obchod, zejména pro Benátky. Na západní straně průsmyku se kolem roku 1200 nacházel hospic v současném městečku San Martino a druhé straně průsmyku byl postaven hospic osadě Paneveggio.

## Galerie

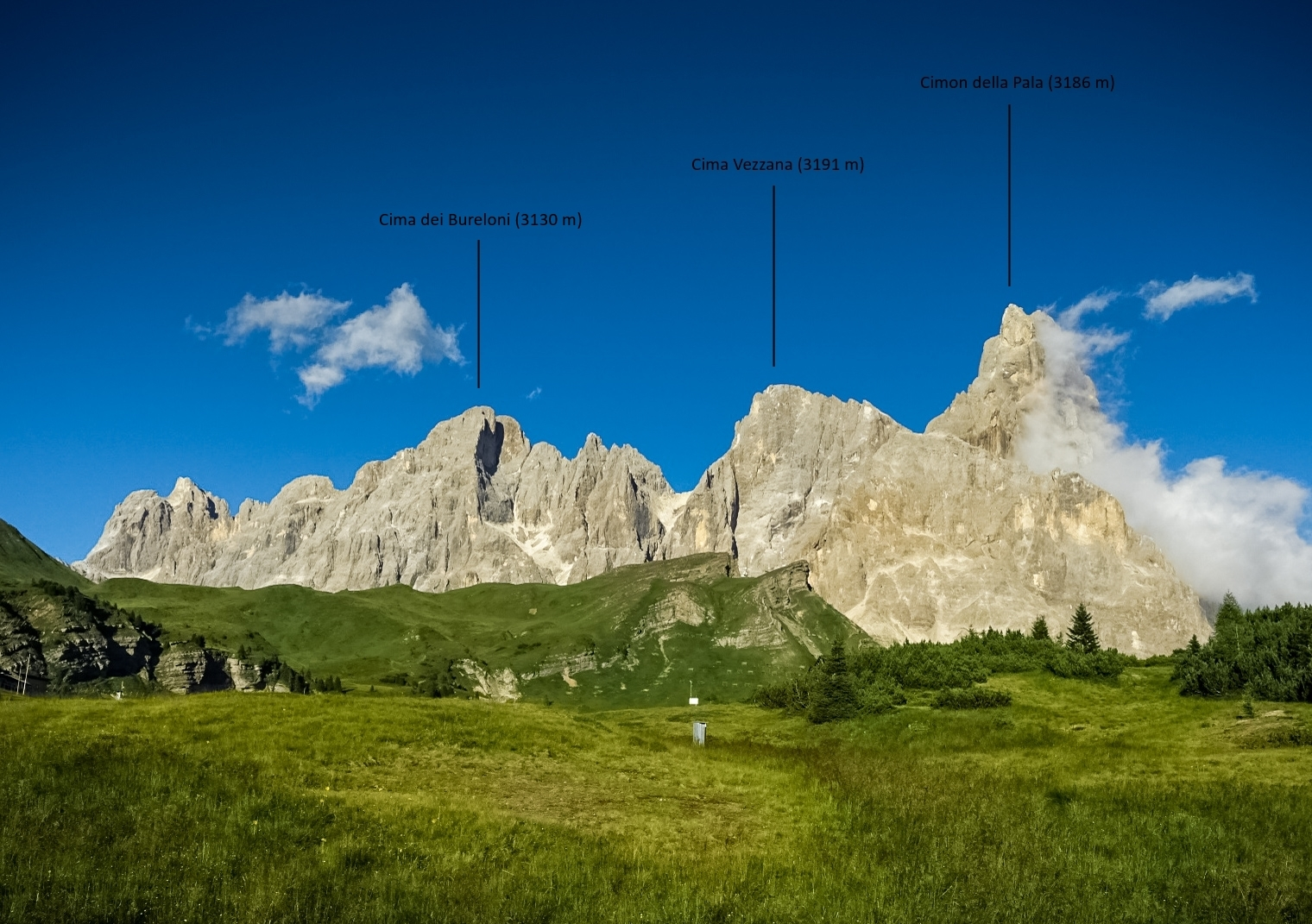
pohled na vrcholy horské skupiny Pala z průsmyku Passo Rolle
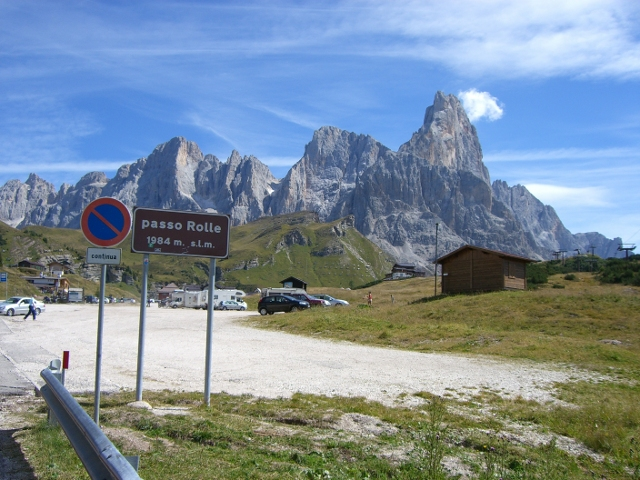
pohled na vrcholy horské skupiny Pala z průsmyku Passo Rolle
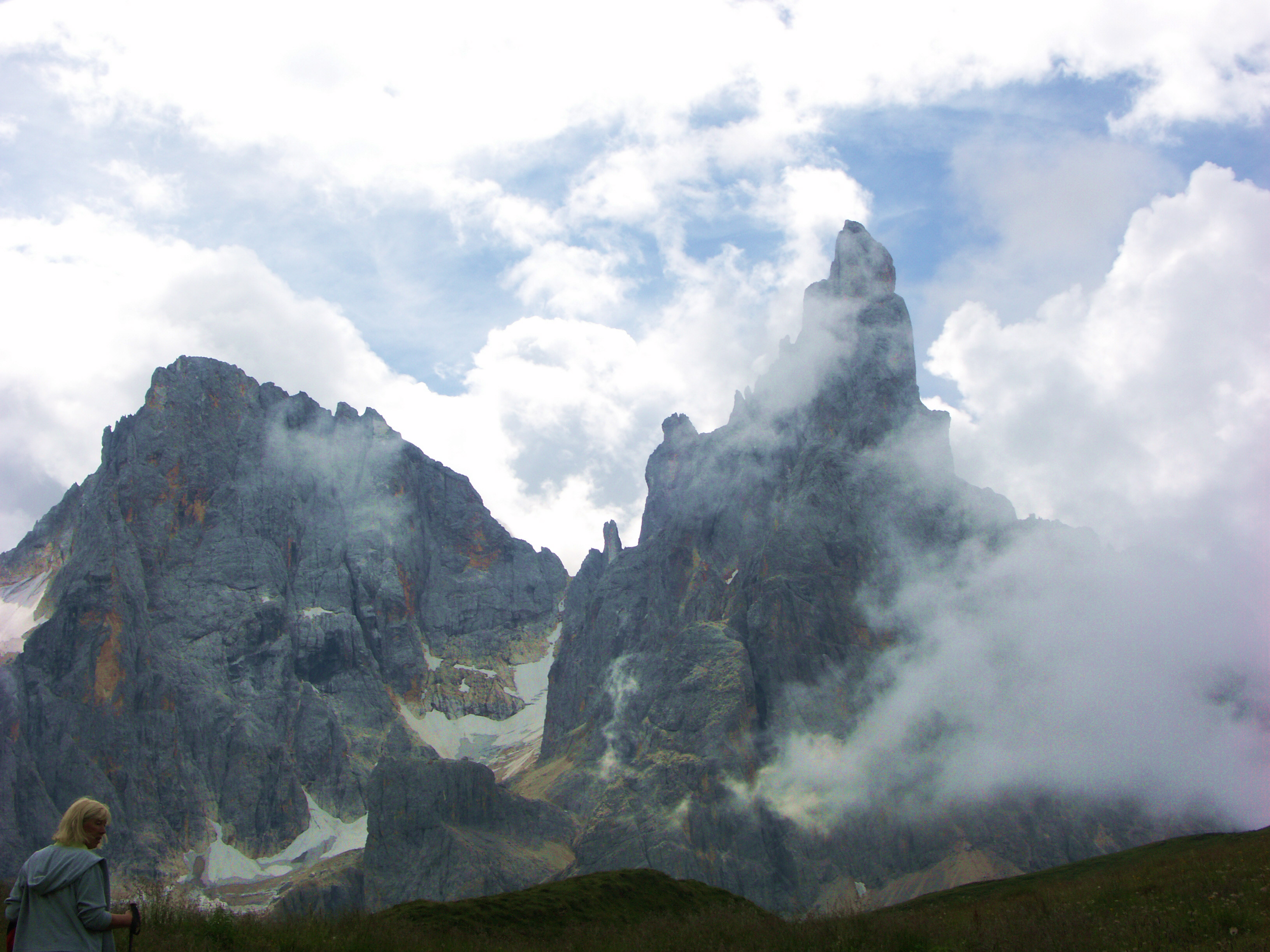
Cima di Vezzana (vlevo) a Cimon della Pala (vpravo)
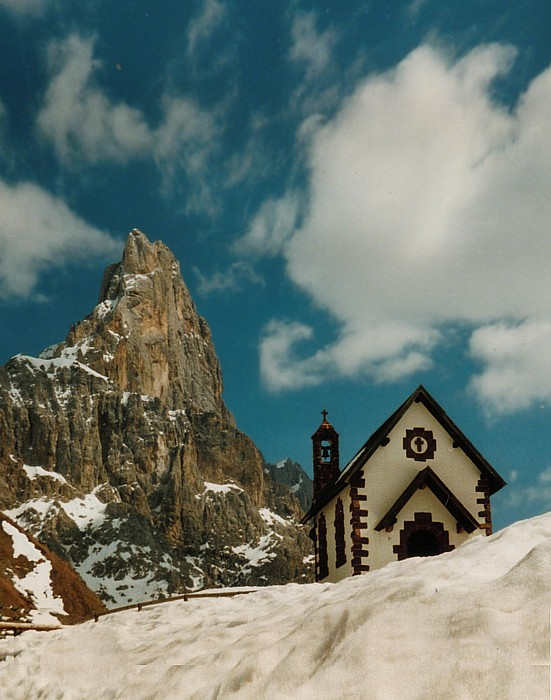
Cimon della Pala s kaplí na vrcholu průsmyku Passo Rolle